# Museu de Arte do Parlamento de São Paulo
O Museu de Arte do Parlamento de São Paulo é um museu de arte contemporânea em São Paulo. Localiza-se na sede da Assembleia Legislativa de São Paulo, o Palácio 9 de Julho, em frente do Parque Ibirapuera.

## História
Fundado em 2002, o museu é administrado pelo Departamento de Patrimônio Histórico Artístico da Assembleia Legislativa de São Paulo. Desde sua fundação até 2012, à coordenação do museu foi confiada a Emanuel von Lauenstein Massarani, historiador, jornalista, diplomata, muséologo, superintendente de Patrimônio Cultural da Assembléia Assembleia Legislativa do Estado São Paulo, presidente do Instituto de Recuperação do Patrimônio Histórico no Estado de São Paulo. 

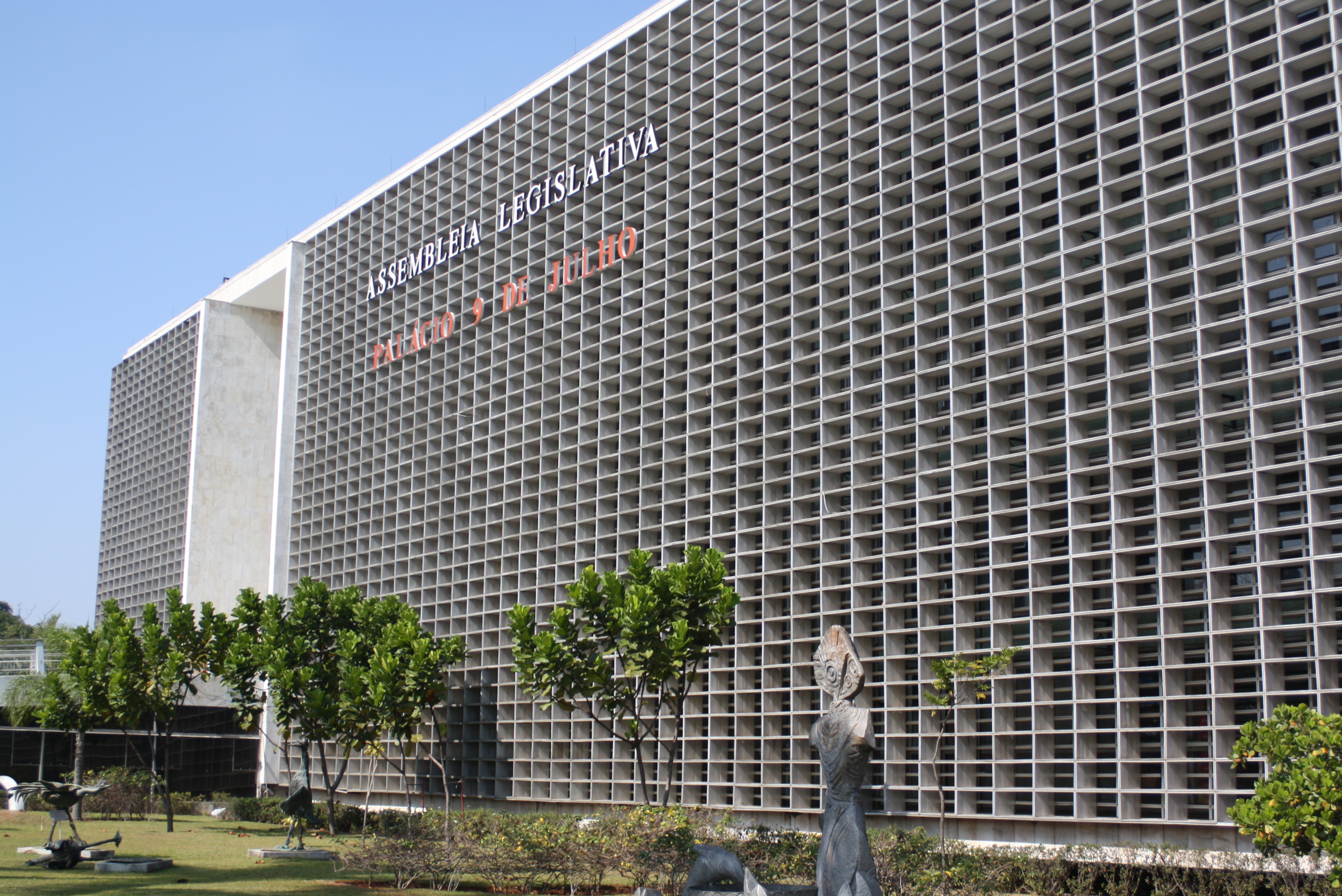
Museu da Escultura ao Ar Livre, Museu de Arte do Parlamento de São Paulo, Parque do Palácio 9 de Julho

## Organização
A coleção do Museu de Arte do Parlamento è composta de pinturas, esculturas, gravuras, cerâmicas e fotografias. 
A coleção, de mais de 1.200 obras em 2012, inclui as esculturas do "Museu da Escultura ao Ar Livre", colocadas no parque do Palácio 9 de Julho. 
Objetivo do museu é de promover a “coleção do Parlamento”, o "Museu da Escultura ao Ar Livre" e também de transformar o Parlamento em uma sede importante para a difusão da arte e culturas. A leitura dos visitantes do museu é facilitada por que as obras estão distribuídas, dentro precisos critérios museológicos que contemplam a temática, o estilo e o gênero, por todos os andares do Parlamento. Esculturas estão também expostas nos jardins da Assembleia. 
Entre outras, o museu conserva obras de Gustavo Rosa, Francisco Rebolo, Romero Britto, Marcos Garrot, Denise Barros, Ricardo Augusto, Joseph Pace, Carlos Araújo, Auro Okamura , Nishio (Katsunori Nishio) Sergio Valle Duarte.